# Mermaiding

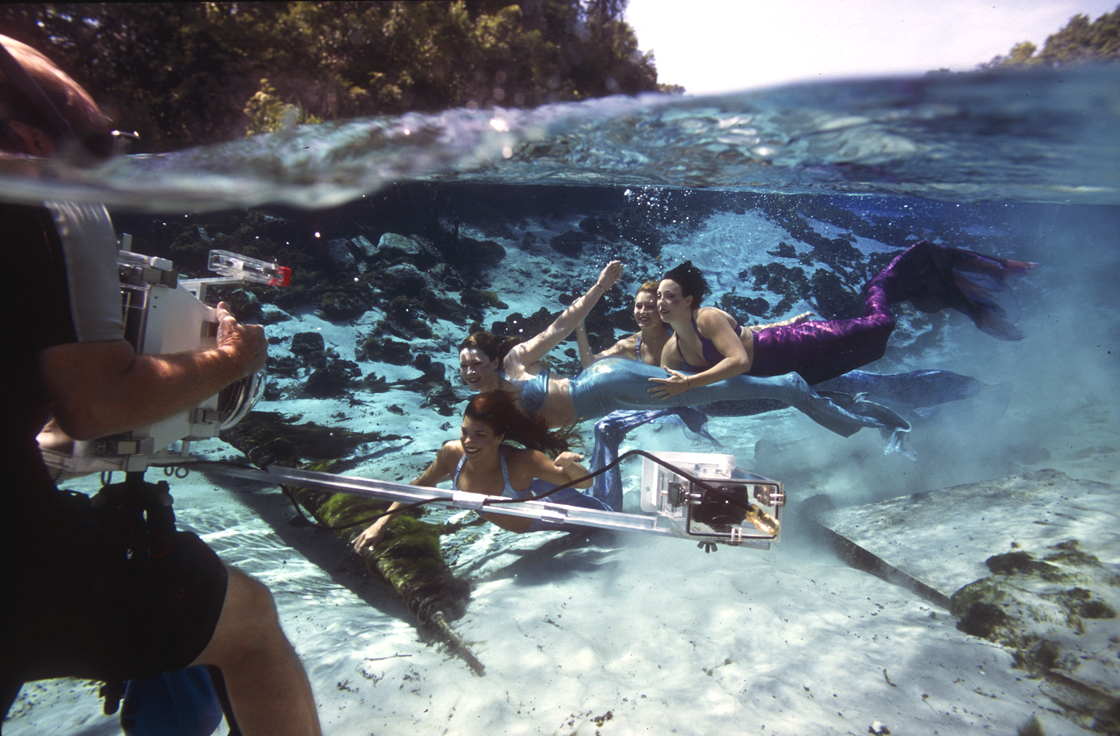
Natáčení mermaidingových umělkyní převlečených jako mořské panny pod vodní hladinou v září 2012

Mermaiding (někdy zvané jako Umělecké mořské panenství, Mořské panenství nebo Umělecké představení mořské panny) je praxe nošení a plavání v kostýmním ocasu mořské panny.
Na začátku 20. století se o mermaidingu hovořilo jako o formě vodního baletu. Dnes se toto spojení běžně nepoužívá. Mermaiding by se neměl zaměňovat za moderní synchronizované plavání. K překryvu obou termínu může dojít v případě, kdy soubor mořských panen předvádí synchronní sestavu.
Nelze přesně určit, kdy vznikl termín mermaiding. Některé z prvních profesionálních nezávislých mořských panen – Hannah Mermaid, Mahina Mermaid nebo Mermaid Linden – se na světové scéně objevily kolem roku 2004. Termín jako jedna z prvních použila Iona the Mermaid, spoluzakladatelka webu MerNetwork.com. Profesionální mermaiding umělci zpopularizovali mermaiding díky účasti na společenských akcích, učinkování v televizi a filmu a mediálnímu pokrytí ve videích, časopisech a novinách.
Mermaiding je jak povolání, tak koníček. Profesionální mořské panny často plavou v živých, filmových nebo fotografických produkcích či představeních a lze je najmout na speciální akce. Nezkušení nadšenci plavou v ploutvích v místních bazénech (pokud to bazén umožňuje), v jezerech, řekách a na mořském pobřeží, nebo se účastní focení s mořskou pannou, narozeninových oslav nebo setkání s jinými mořskými pannami.

## Profesionální mermaidingoví umělci (mořští lidé)

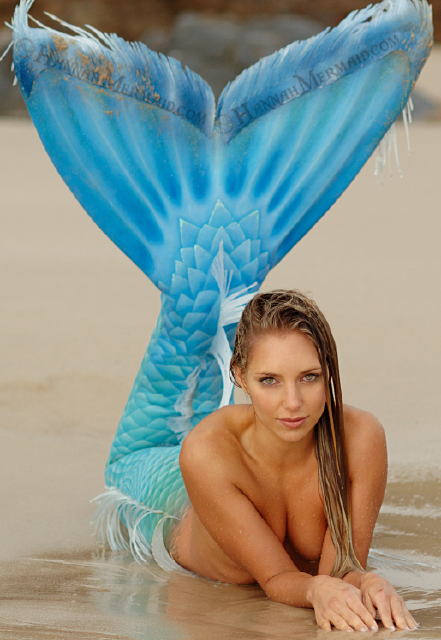
Aktivistka za ochranu mořského prostředí Hannah Mermaid v roce 2006

Mermaid Linden, Hannah Mermaid, Grace Page (vystupující pod pseudonymem Mermaid Grace), Katrin Gray (vystupující pod pseudonymem Mermaid Kat), Elle Jimenez (vystupující pod pseudonymem Mermaid Elle) a Medusirena  (vlastním jménem Marina Andersonová) patří k šestici nejúspěšnějších mermaidingových umělkyní na světě. Řada mermaidingových umělců pracuje v akváriích, kasínech nebo jako turistická atrakce.
Ačkoli většina mořských panen plave ve svých ocasech, malá skupinka členů subkultury mermaiding neplave vůbec. Tyto mořské panny mohou nosit ocasy například proto, aby upozornily na ekologické problémy oceánů. Happeningy jsou součástí cosplay akcí na souši nebo při dětských oslavách.

## Školy mermaidingu ve světě
V mnoha zemích se lidé nyní mohou přihlásit do kurzů plavání s mořskými pannami, kde se učí plavat v ploutvích ve tvaru ocasu mořské panny. Akademie Mořské panny Kat v Thajsku byla první školou mořských panen na světě, která byla otevřena v srpnu 2012 a zpřístupnila mermaiding široké veřejnosti. Už před otevřením první školy se stal mermaiding populární v Izraeli v roce 2010, kdy vyšel videoklip, ve kterém mermaidingová umělkyně plave v Rudém moři na motiv písně „Part of Your World“ z filmu Malá mořská víla. Video bylo natočeno bratry Shirem a Orem Fergem, kteří si sami postavili ploutev, kterou použili. Klip dokonce získal první místo v soutěži World Mermaid Awards, která se konala v Las Vegas v roce 2011.
Po úspěchu první asijské školy mermaidingu vznikly další školy na Filipínách a v Izraeli. Potápečka Dada Li založila tým – mořských panen v roce 2015 v Číně.

## Školy mermaidingu v Česku
Slečny od 6 let jsou nejpočetnější skupina lidí, která provozuje mermaiding v Česku. Tolerance k provozování mermaidingu v Česku závisí na konkrétním provozovateli bazénu, kdy majitelé menších bazénů pro školní plavání jsou tolerantnější než vlastníci veřejných plováren. Řešením jsou privátní plavecké pronájmy, plavení v mořích a jezerech nebo návštěva soukromých lekcí mermaidingu. Některé lekce ve městech jako Brno (kde oproti ostatním městům nabízí lekce příspěvková organizace města), Uherské Hradiště, Praha nebo Ostrava získaly mediální pozornost. Oblíbenost mermaidingu v tuzemsku se objevuje postupně i mužů podle zjištění novinářky Zuzany Hubeňákové.

## Inkluzivita mermaidingu

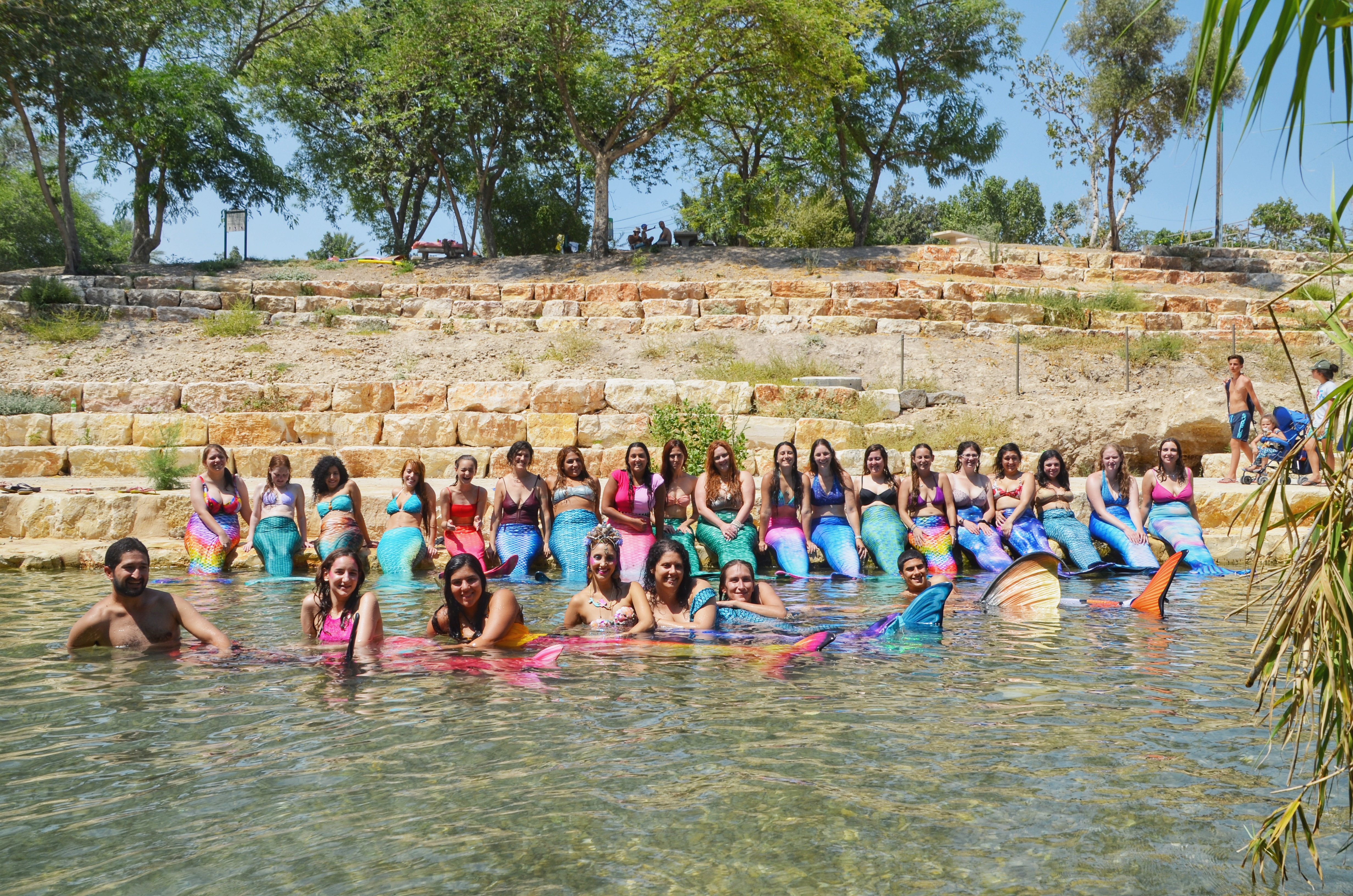
Mermaidingu se účastní i dospělí muži

Americká novinářka Dana Munro popsala vliv mermaidingu na vyjádření sebe sama u všech lidí včetně příslušníků LGBT. Anglická publicistka Darshita Goyal uvedla, že mermaiding propujuje kulturní historii a mytologii. Uvedla, že zastoupení LGBT představitelů je tradicí mermaidingu už od roku 1983. Německá sociální vědkyně Maud Hietzgeová zjistila, že u dětí, kteří podstupují lekce mermaidingu, docházelo ke snížení stresu z běžného života a genderových stereotypů bez ohledu na biologickém pohlaví dítěte.

## Vybavení
Základní struktura ocasu je rukáv nebo trubice, která obepíná nohy od kotníků k pasu a obklopuje ploutve nebo monoploutev, která je připevněna k nohám nositele a vyčnívá z nich. Tuhá ploutev poskytuje kostýmu strukturu a zároveň pohyb během plavání.

### Materiály
Ocasy lze vyrobit z téměř jakéhokoli materiálu, od látky až po platinovou silikonovou pěnu. V současné době působí několik firem zabývajících se výrobou ocasů. Existuje také trend „udělej si sám“ vlastní ploutev. Použité ocasy se často prodávají soukromě nebo prostřednictvím webů, jako je eBay.

#### Látka
Díky své velké elasticitě a pevnosti jsou lycra a spandex první volbou materiálu pro látkové ocasy. Látkové ocasy se doporučují pro začátečníky a děti, protože jsou relativně levné, snadno se čistí a umožňují nosit je v jakémkoli věku. Pevně obepínají tělo, aniž by ho příliš omezovaly. Látkové ocasy se dodávají v široké škále barev a vzorů a lze je upravit barvou. Na strategických místech se k ocasům často přidávají další látky pro větší eleganci; například šifon (látka) se někdy přišívá na konce chomáčů, aby vytvořil větší dojem splývavosti, nebo na oblast boků jako ozdobné prsní ploutve.

#### Neopren
Neopren nebo polychloropren jsou syntetické kaučuky vyrobené polymerací chloroprenu. Neopren vykazuje dobrou chemickou stabilitu a zachovává si flexibilitu při změnách teploty vody. Používá se v široké škále aplikací, jako jsou pouzdra na notebooky, ortopedické ortézy, elektrická izolace, tekuté a vrstvené elastomerové membrány nebo lemování a neoprenové obleky. Je to oblíbený materiál pro ocasy, částečně díky své tloušťce, která vytváří hladkou linii, díky níž ocas vypadá realističtěji; je také vodotěsný a poměrně odolný. Stejně jako látku lze neopren natírat a upravovat. Díky své pevnosti se často používá jako základ pro flitrové ocasy.

#### Flitr
V této variantě látkových a neoprenových ploutví jsou jednotlivé flitry přišity na ocasu pro ozdobu. Někdy jsou flitry připevněny pouze na několika místech, aby sloužily jako zvýraznění umělce. Častěji jsou připnuté přes celý ocas a zajišťují veškerou barvu a vzorování. Výroba flitrových ploutví je časově náročná, protože každý flitr musí být přišit ručně. Kvůli náročnosti výroby zvyšují prodejci cenu tohoto typu ocasů.

#### Latex
Jako materiál na ocas se někdy používá tvarovaný latex. Lze jej tvarovat do měřítka a působí realističtěji než látka, zejména pokud je nalit nebo jinak připevněn na neoprenový podklad. Materiál má velmi nízkou elasticitu, což ztěžuje nazouvání a sundávání ocasu. Část mořských panen nemůže latex používat kvůli alergiím. Mořské panny, které se specializují na dětské oslavy nebo jiné akce, kde se děti mohou dotknout ocasu, se tomuto materiálu ze stejného důvodu často vyhýbají.
Ve druhé polovině prvního desetiletí 21. století se stal populárním částečně cínem vytvrzovaný latex nebo cínem vytvrzovaný silikon, nanesený na neoprenový nebo neoprinový základ kvůli zvýšené realističnosti ocasů a relativně nízkým nákladům na materiály (v přepočtu kolem 13 tisíc korun za ploutev). To se však ukázalo jako nebezpečné, protože cínem vytvrzované silikony a latexy nejsou materiály bezpečné pro pokožku. Mezi účinky nadměrné expozice patří poškození kůže, dýchacích cest, ledvin a jater. Opakovaný nebo dlouhodobý kontakt s materiálem může způsobit odstranění přirozeného tuku z kůže, což má za následek nealergickou kontaktní dermatitidu a absorpci kůží. Vysoká expozice může způsobit depresi a slabost centrálního nervového systému. Cínem vytvrzované ocasy se také degradují při dlouhodobém vystavení vodě.

### Jednoploutve
Monoploutev je typ plaveckých ploutví, které se obvykle používají při podvodních sportech, jako je plavání s ploutvemi, freediving a podvodní orientační běh, při rekreačním freedivingu a někdy i jen pro zábavu. Skládá se z jediné plochy připevněné ke kapsám pro obě nohy potápěče. Mezi potápěči si získaly popularitu kvůli vynikajícímu záběru při plavání a kvůli podobnosti s ploutví mořské panny. Monoploutve mohou být vyrobeny ze skleněných vláken nebo uhlíkových vláken. Volbu velikosti, tuhosti a materiálů určují svalová síla plavce, styl plavání a typ vodní aktivity, pro kterou se monoploutev používá. 

## Soutěž Miss Meirmaid
Soutěž Miss Mermaid, kterou založil William Balser v Německu, je sportovní a kreativní soutěž. Série soutěží se konají v několika zemích a vítězky se utkávají v mezinárodním kole v Egyptě. Francouzskou verzi, Miss Mermaid France, organizuje Ingrid Fabuletová od roku 2017. Účastnice jsou hodnoceny převážně na základě vodních disciplín, které zahrnují apnoi s monoploutví na vzdálenost 25 metrů, podvodní focení a sérii volných figur. Soutěž se koná dvakrát ročně, aby se vytvořil prostor pro francouzská regionální kola. 